# Jüdischer Friedhof (Brakel)

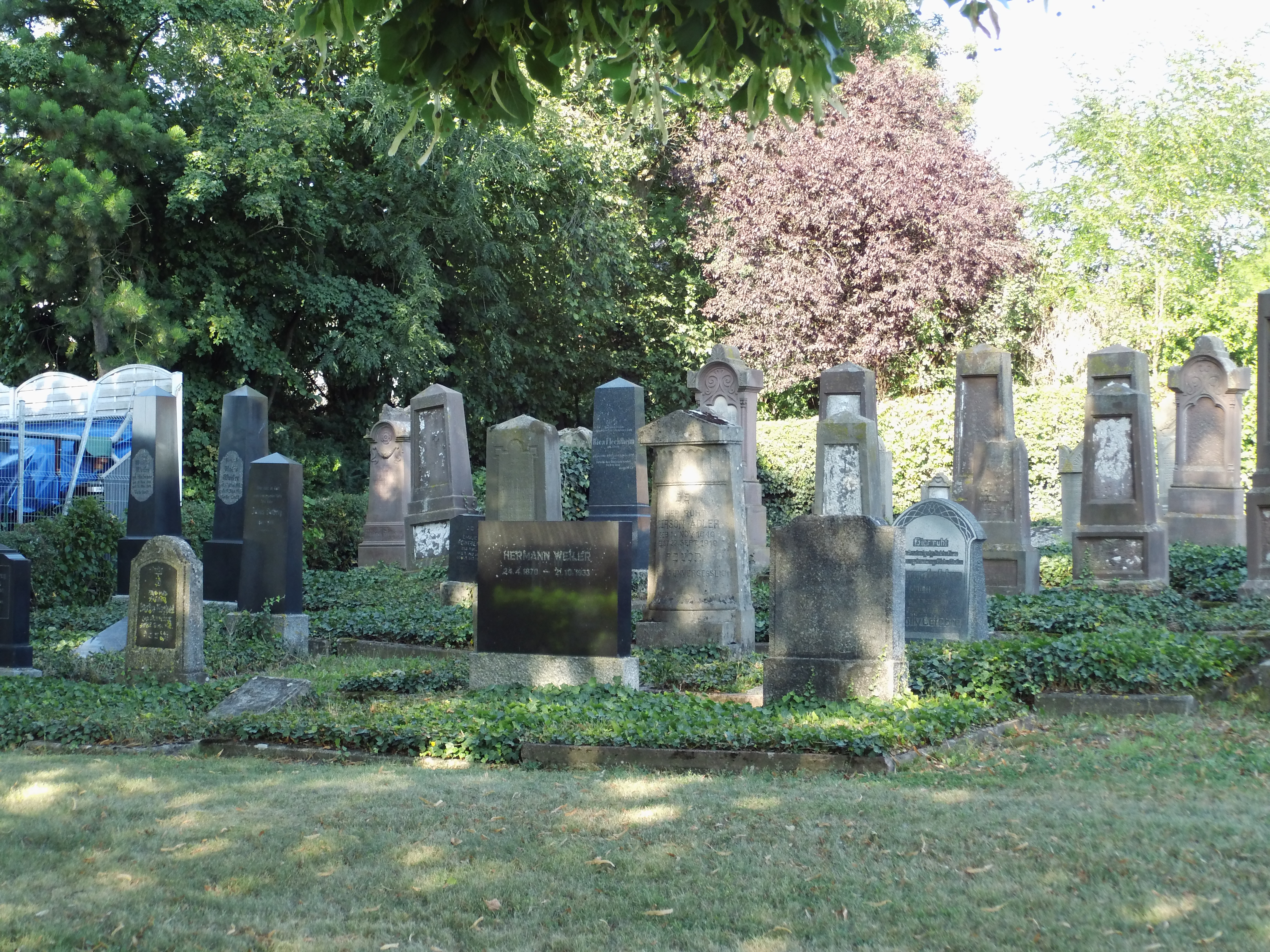
Der jüdische Friedhof in Brakel

Der Jüdische Friedhof Brakel befindet sich in der Stadt Brakel im Kreis Höxter in Nordrhein-Westfalen. Als jüdischer Friedhof ist er ein Baudenkmal, das unter der Denkmal-Nummer 136 seit dem 30. April 1993 unter Denkmalschutz steht.
Der Friedhof Am Hembser Berg wurde ab 1854 bis 1949 belegt. Dort sind etwa 230 Grabsteine erhalten. Während der NS-Zeit wurde der Begräbnisplatz weitgehend zerstört. Heute ist er wiederhergestellt.

## Alter jüdischer Friedhof
Auf dem alten Friedhof, der etwa vom 18. bis zur Mitte des 19. Jahrhunderts belegt wurde, gibt es keine Grabsteine mehr. Dieser Friedhof befand sich zwischen dem Siekbach und der heutigen Klöckerstrasse auf dem Areal der Grundschule und des östlich davor gelegenen Wohnviertels.